# Lista celor mai adânci peșteri

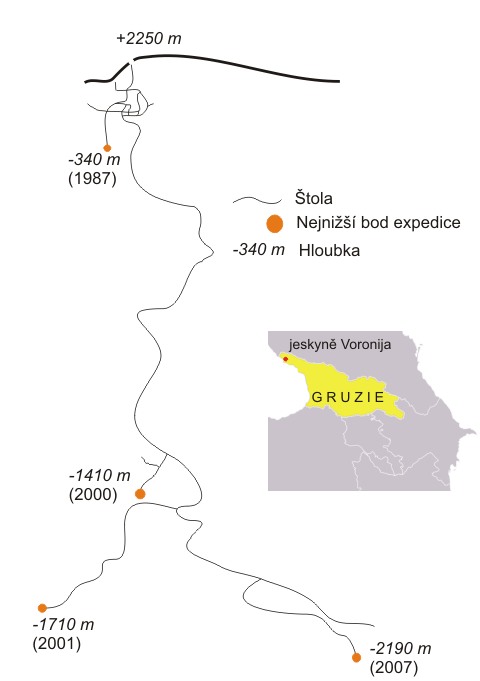
Schema peșterii Krubera din Abhazia, Georgia, cea mai adâncă peșteră din lume (în 2007, în 2024)

Lista celor mai adânci peșteri clasifică cavitățile subterane formate în mod natural, cu cel puțin o parte orizontală accesibilă (peșteri), în funcție de diferența maximă de nivel înregistrată pe parcursul acestora (adâncime). În numeroase cazuri, valoarea adâncimii se referă la cea cunoscută (raportată la segmentele carstice explorate), astfel că aceasta se modifică periodic, odată cu finalizarea unor noi expediții de explorare și cartografiere organizate de speologi.
Peșterile se deosebesc de alte cavități subterane precum dolinele, care sunt de asemenea formate în mod natural, dar care nu includ o secțiune orizontală. În general, o peșteră se poate forma prin acțiunea apelor subterane în structuri minerale solubile în apă, în principal roci carbonatice (cavități carstice), precum ghips, anhidrit, dolomit, dar și sare gemă, gresie, cuarțit, gnais, granit, bazalt și unele conglomerate (cavități pseudocarstice). 
Cele mai mari peșteri sunt situate în calcar, care se dizolvă sub acțiunea apei de ploaie și a apelor subterane încărcate cu acid carbonic (H2CO3) și acizi organici naturali. Procesul de dizolvare generează o formă de relief distinctă, cunoscută sub numele de carst. Peșterile calcaroase sunt adesea împodobite cu formațiuni de carbonat de calciu produse prin precipitare lentă, precum stalactitele și stalagmitele.
Ordinea este descrecătoare, în funcție de adâncimea maximă cunoscută (explorată și cartografiată).
| Imagine | Nume | Adâncime (m) | Lungime (km) | Țară                 | Coordonate                                              | Note                 |
|         | |              |              |                      |                                                         |                      |
| ------- | --- | ------------ | ------------ | -------------------- | ------------------------------------------------------- | -------------------- |
|         | Peștera Krubera (în georgiană კრუბერის გამოქვაბული, transliterat: K’ruberis gamokvabuli)                                           | 2.224        | 23,0         | Abhazia · ( Georgia) | 43°25′04.0″N 40°18′35.4″E / 43.417778°N 40.309833°E     | [ 1 ] [ 2 ]          |
|         | Peștera Veriovkin (în georgiană ვერიოვკინის მღვიმე, transliterat: Veriovk’inis mghvime)                                            | 2.209        | 17,5         | Abhazia · ( Georgia) | 43°23′51″N 40°21′34.9″E / 43.39750°N 40.359694°E        | [ 3 ] [ 4 ]          |
|         | Peștera Sarmi (în georgiană სარმის მღვიმე, transliterat: Sarmis mghvime)                                                           | 1.830        | 19,2         | Abhazia · ( Georgia) | 43°24′56.2″N 40°21′50″E / 43.415611°N 40.36389°E        | [ 1 ] [ 5 ] [ 5 ]    |
|         | Peștera Snejnaia [în rusă Снежная (пещера), transliterat: Snejnaia (peșcera)]                                                      | 1.760        | 40,8         | Abhazia · ( Georgia) | 43°15′53″N 40°43′06″E / 43.26472°N 40.71833°E           | [ 6 ]                |
|         | Peștera Lamprechts (Lamprechtsofen) (în germană Lamprechtsofen)                                                                    | 1.727        | 61,0         | Austria              | 47°31′34″N 12°44′21″E / 47.52611°N 12.73917°E           | [ 7 ]                |
|         | Abisul Mirolda (rețeaua carstică Lucien Bouclier) (în franceză Gouffre Mirolda)                                                    | 1.661        | 22,0         | Franța               | 46°05′19.9″N 6°46′14.0″E / 46.088861°N 6.770556°E       | [ 8 ] [ 9 ]          |
|         | Abisul Jean-Bernard (în franceză Gouffre Jean-Bernard)                                                                             | 1.612        | 29,5         | Franța               | 46°06′08″N 6°46′46.6″E / 46.10222°N 6.779611°E          | [ 10 ] [ 11 ]        |
|         | Sistemul carstic Cerro del Cuevón (în engleză Sistema del Cerro del Cuevón)                                                        | 1.589        | 7,0          | Spania               | 43°13′14″N 4°51′37″V / 43.22056°N 4.86028°V             | [ 12 ]               |
|         | Peștera Hirlatz (în germană Hirlatzhöhle)                                                                                          | 1.560        | 117,8        | Austria              | 47°32′41.9″N 13°37′51.5″E / 47.544972°N 13.630972°E     | [ 7 ]                |
|         | Sistemul carstic Huautla (în engleză Sistema Huautla)                                                                              | 1.560        | 100,2        | Mexic                | 18°07′16.37″N 96°48′00.03″V / 18.1212139°N 96.8000083°V | [ 13 ]               |
|         | Sistemul carstic Cheve (în engleză Sistema Cheve)                                                                                  | 1.529        | 87,2         | Mexic                | 17°51′51.6″N 96°47′39.6″V / 17.864333°N 96.794333°V     | [ 14 ] [ 13 ]        |
|         | Boybulak (în uzbecă Boybuloq) | 1.517        | 18,4         | Uzbekistan           | 38°23′04″N 67°30′06″E / 38.38444°N 67.50167°E           | [ 15 ] [ 16 ]        |
|         | Peștera Pantiuhinskaia (în rusă Пещера Пантюхинская, transliterat: Peșcera Pantiuhinskaia)                                         | 1.508        | 7,9          | Abhazia · ( Georgia) | 43°19′54.4″N 40°29′56.9″E / 43.331778°N 40.499139°E     | [ 17 ]               |
|         | Peștera Sima de la Cornisa (în spaniolă Sima de la Cornisa)                                                                        | 1.507        | 6,4          | Spania               | 43°10′45″N 04°51′51″V / 43.17917°N 4.86417°V            | [ 12 ] [ 18 ]        |
|         | Peștera Čehi 2 (în slovenă Čehi 2)                                                                                                 | 1.505        | 5,5          | Slovenia             | 46°22′01″N 13°30′36″E / 46.36694°N 13.51000°E           | [ 19 ]               |
|         | Sistemul carstic del Trave (în spaniolă Sistema del Trave)                                                                         | 1.441        | 9,1          | Spania               | 43°13′16″N 04°51′29″V / 43.22111°N 4.85806°V            | [ 12 ]               |
|         | Sistemul carstic Lukina-Trojama (în croată Lukina jama–Trojama)                                                                    | 1.431        | 3,7          | Croația              | 44°46′01″N 15°01′35″E / 44.76694°N 15.02639°E           | [ 20 ]               |
|         | Peștera Cheeselikönü (în turcă Peynirlikönü Mağarası)                                                                              | 1.429        | 3,1          | Turcia               | 36°18′54″N 32°46′44″E / 36.31500°N 32.77889°E           | [ 21 ]               |
|         | Peștera Pierre Saint-Martin (în franceză Gouffre de la Pierre Saint-Martin)                                                        | 1.410        | 88,1.        | Franța/ · Spania     | 42°58′05″N 0°46′10″V / 42.96806°N 0.76944°V             | [ 22 ]               |
|         | Peștera Kuzgun [în rusă Кузгун (пещера), transliterat: Kuzgun (peșcera)]                                                           | 1.400        | 3,1          | Turcia               | 37°50′13.50″N 35°17′12.31″E / 37.8370833°N 35.2867528°E | [ 23 ]               |
|         | Sistemul de peșteri Hochscharten (în germană Hochscharten-Höhlensystem)                                                            | 1.394        | 14,6         | Austria              | 47°35′10.8″N 13°05′40.1″E / 47.586333°N 13.094472°E     | [ 7 ] [ 24 ]         |
|         | Abisul Črnelo (în slovenă Črnelsko brezno)                                                                                         | 1.393        | 20,0         | Slovenia             | 46°22′25.8″N 13°30′56.5″E / 46.373833°N 13.515694°E     | [ 19 ] [ 25 ]        |
|         | Abisul Paolo Roversi (în italiană Abisso Paolo Roversi)                                                                            | 1.360        | 4,2          | Italia               | 44°06′43.5″N 10°13′32.9″E / 44.112083°N 10.225806°E     | [ 26 ] [ 27 ]        |
|         | Sistemul carstic Arañonera-Tendenera (în spaniolă Sistema Arañonera-Tendenera)                                                     | 1.349        | 46,3         | Spania               | 42°40′45.8″N 0°08′33.4″V / 42.679389°N 0.142611°V       | [ 12 ] [ 28 ]        |
|         | Sistemul carstic Sima del Sabbat (B112) [în spaniolă Sima del Sabbat (B112)]                                                       | 1.346        | 6,7          | Spania               | 42°30′59.1″N 0°18′27.8″E / 42.516417°N 0.307722°E       | [ 12 ] [ 29 ] [ 30 ] |
|         | Sistemul carstic Sima de las Puertas de Illamina (BU-56) [în spaniolă Sima de las Puertas de Illamina (BU-56)]                     | 1.340        | 38,9         | Spania               | 42°55′37.4″N 0°45′28.1″V / 42.927056°N 0.757806°V       | [ 31 ]               |
|         | Peștera Siebenhengste-Hohgant (în germană Siebenhengste-Hohgant-Höhle)                                                             | 1.340        | 164,5        | Elveția              | 46°47′1.76″N 7°54′4.43″E / 46.7838222°N 7.9012306°E     | [ 32 ]               |
|         | Peștera Nedam [în croată Nedam (jama)]                                                                                             | 1.335        | 3,3          | Croația              | 44°45′41.4″N 15°01′56.0″E / 44.761500°N 15.032222°E     | [ 33 ] [ 34 ]        |
|         | Peștera Slovačka (în croată Slovačka jama)                                                                                         | 1.324        | 6,4          | Croația              | 44°44′53″N 15°00′16″E / 44.74806°N 15.00444°E           | [ 35 ]               |
|         | Abisul lui Rene (în slovenă Renetovo brezno)                                                                                       | 1.322        | 13,3         | Slovenia             | 46°21′18.9″N 13°26′42.4″E / 46.355250°N 13.445111°E     | [ 19 ]               |
|         | Mala Boka (în slovenă Mala Boka)                                                                                                   | 1.319        | 11,9         | Slovenia             | 46°19′16.6″N 13°29′28.6″E / 46.321278°N 13.491278°E     | [ 19 ] [ 36 ] [ 37 ] |
|         | Peștera Lacului Como (Complexul Alfredo Bini Releccio) [în italiană Grotta del lago di Como (Complesso del Releccio Alfredo Bini)] | 1.313        | 25,3         | Italia               | 45°57′27.6″N 9°22′52.8″E / 45.957667°N 9.381333°E       | [ 38 ]               |
|         | Peștera Jujar (în persană غار جوجار, transliterat: Ghar jujar)                                                                     | 1.300        | 2,2          | Iran                 | 34°25′31.2″N 47°16′51.6″E / 34.425333°N 47.281000°E     | [ 39 ]               |
|         | Complexul carstic Cosanostraloch – Berger – Platteneck (în germană Cosanostraloch – Berger – Platteneck Höhlensystem)              | 1.291        | 30,3         | Austria              | 47°33′27″N 13°13′16″E / 47.55750°N 13.22111°E           | [ 40 ]               |
|         | Peștera Ilihinskaia (în georgiană ილიჰინსკაიას მღვიმე, transliterat: Ilihinsk’aias mghvime)                                        | 1.286        | 8,9          | Abhazia · ( Georgia) | 43°25′53″N 40°21′10″E / 43.43146°N 40.35288°E           | [ 41 ] [ 42 ]        |
|         | Peștera Vișniovskii (în uzbecă Vishnyovskiy gʻori)                                                                                 | 1.283        | 8,5          | Uzbekistan           | 38°22′27″N 67°31′58″E / 38.37417°N 67.53278°E           | [ 43 ] [ 44 ]        |
|         | Peștera Charco (în spaniolă Cueva Charco)                                                                                          | 1.278        | 6,7          | Mexic                | 17°56′12″N 96°46′25.8″V / 17.93667°N 96.773833°V        | [ 45 ] [ 46 ] [ 13 ] |
|         | Dolina Morca (în turcă Morca düdeni)                                                                                               | 1.276        | 5,7          | Turcia               | 36°18′33.7″N 32°39′37.4″E / 36.309361°N 32.660389°E     | [ 47 ]               |
|         | Rețeaua carstică Gouffre Berger (în franceză Réseau du gouffre Berger)                                                             | 1.271        | 45,0         | Franța               | 45°13′09″N 5°36′17.2″E / 45.21917°N 5.604778°E          | [ 48 ]               |
|         | Sistemul carstic Jitu (Peștera Culiembro) [în spaniolă Sistema del Jitu (Cueva de Culiembro)]                                      | 1.264        | 10,7         | Spania               | 43°14′25.8″N 4°55′36.9″V / 43.240500°N 4.926917°V       | [ 12 ] [ 49 ]        |
|         | Peștera Moskovis (în georgiană მოსკოვის მღვიმე, transliterat: Mosk’ovis mghvime)                                                   | 1.260        | 2,5          | Abhazia · ( Georgia) | 43°26′30″N 40°22′56.7″E / 43.44167°N 40.382417°E        | [ 1 ]                |
|         | Sistemul carstic „Réseau du Casoar” (în franceză și engleză Réseau du Casoar)                                                      | 1.258        | 17,3         | Papua Noua Guinee    | 5°28′53″S 151°20′46″E / 5.48139°S 151.34611°E           | [ 50 ] [ 51 ]        |
|         | Torca dos los Rebecos (în spaniolă Torca dos los Rebecos)                                                                          | 1.255        | 2,2          | Spania               | 43°13′01.8″N 4°51′28.7″V / 43.217167°N 4.857972°V       | [ 12 ] [ 52 ]        |
|         | Puțul Madejuno (în spaniolă Pozo del Madejuno)                                                                                     | 1.252        | 2,8          | Spania               | 43°10′05.4″N 4°50′40.5″V / 43.168167°N 4.844583°V       | [ 12 ] [ 53 ]        |
|         | Sistemul carstic J2 (în spaniolă Sistema J2)                                                                                       | 1.229        | 14,8         | Mexic                | 17°54′13.75″N 96°45′46.76″V / 17.9038194°N 96.7629889°V | [ 54 ] [ 55 ]        |